# Kieyo
Le Kieyo est un volcan qui se situe au nord-ouest du lac Malawi, dans le sud-ouest de la Tanzanie.
Il se présente sous la forme d'un stratovolcan culminant à 2 175 mètres d'altitude et composé de maars (dont certains sont occupés par des lacs), de cônes de lave et de cendres et de coulées de lave.
Sa dernière éruption remonte à environ 1800 lorsque deux cônes adventices, le Sarabwe et le Fiteko formés le long d'une fissure, laissèrent s'échapper des coulées de lave qui détruisirent plusieurs villages.